# Napoléon Coste
Napoléon Coste (Amondans, 28 giugno 1805 – Parigi, 17 febbraio 1883) è stato un compositore e chitarrista francese.

## Biografia
Nato in un paesino al confine con la Svizzera, si trasferì prima a Valenciennes e poi a Parigi, dove trascorse il resto della sua vita. Il padre, ufficiale dell'esercito francese aveva pensato anche per il figlio la carriera militare, ma il giovane Coste, già all'età di sei anni, aveva cominciato a suonare la chitarra, che per la prima volta gli era stata insegnata dalla madre, e in poco tempo era diventato un virtuoso di questo strumento. Quindi, per poter intraprendere l'attività concertistica, si impose al pubblico di Parigi, città che insieme a Vienna era la capitale chitarristica del tempo. Infatti qui vi erano i più importanti chitarristi di tutto l'Ottocento, ovvero Ferdinando Carulli, Francesco Molino, Dionisio Aguado, Matteo Carcassi e Fernando Sor a Parigi, Mauro Giuliani a Vienna.
In pochi anni, Coste riuscì a inserirsi perfettamente in questo fecondo ambiente, tanto da diventare l'allievo prediletto del grande Fernando Sor. Napoléon Coste non si dedicò solo all'attività concertistica, ma, come gli altri suoi colleghi chitarristi, anche all'insegnamento della chitarra e alla composizione. Ed è proprio in questo campo che oggi viene ricordato come uno dei più significativi compositori per chitarra del romanticismo. La sua attività concertistica venne bruscamente interrotta quando, nel 1863, si ruppe il braccio destro, investito da una carrozza. Da questo momento in poi la composizione e l'insegnamento divennero le sue uniche ragioni di vita.
Napoléon Coste è senz'alcun dubbio il più importante compositore per chitarra del romanticismo francese e, assieme a Giulio Regondi e a Johann Kaspar Mertz, appartiene alla triade dei maggiori autori di opere per chitarra di tutto il romanticismo. Questo è prova della sua genialità, poiché in quel periodo era molto più difficile ottenere l'attenzione di un pubblico sempre più esigente. Infatti, dopo il classicismo, quando cioè la chitarra era pienamente inserita negli ambienti musicali delle grandi capitali europee grazie ai suoi grandi maestri Giuliani, Carulli, Molino, Paganini e tanti altri, nel periodo romantico la chitarra cadde in una profonda crisi da cui ne uscì solo nel ventesimo secolo. In mezzo alle orchestre sinfoniche di Brahms e Bruckner, ma anche al nuovo pianoforte, la chitarra, con il suo timbro dolce e delicato, rischiò di scomparire dalla scena musicale francese. Il grande merito di aver tenuto in vita la chitarra in questo triste periodo del romanticismo francese, è soprattutto di Napoléon Coste che, con le sue particolari e ricercate armonie, ha creato un repertorio di ineguagliabile valore degno di essere ricordato accanto a compositori come Chopin, Liszt e Brahms.
Napoléon Coste viene inoltre ricordato per aver costruito una chitarra eptacorde, ovvero con una corda all'esterno della tastiera che funge da bordone, aumentando verso il grave l'estensione della chitarra.

## Composizioni
Napoléon Coste ci ha lasciato una sessantina di numeri d'opera e un'altra decina inediti o senza numero. Le sue prime composizioni sono improntate su un carattere classico, mentre quelle successive soprattutto su un gusto descrittivo con l'utilizzo di elaborate armonie romantiche, grazie anche all'utilizzo dell'estensione della tonalità. Compose soprattutto per chitarra sola, ma vengono ricordate anche le sue opere per due chitarre, nonché quelle per chitarra e oboe, esempio più unico che raro di composizioni per questo organico.

### Opere per chitarra sola
- Op. 2: Variations et Finale...sur un motif favori de la Famille Suisse de Weigl
- Op. 3: 2 Quadrilles de Contredances
- Op. 4: Fantasie...Composée sur un motif du Balle d'Armide
- Op. 5: Souvenirs de Flandres
- Op. 6: Fantaisie de Concert
- Op. 7: 16 Valses Favorites de Johann Strauss
- Op. 9: Divertissement sur Lucia di Lamermoor
- Op. 11: Grand Caprice
- Op. 12: Rondeau de Concert
- Op. 13: Caprice sur … La Cachucha
- Op. 14: Deuxième Polonaise
- Op. 15: Le Tournoi Fantaisie Chevaleresque
- Op. 16: Fantaisie sur deux Motifs de la Norma
- Op. 17: La Vallée d'Ornans
- Op. 18: Les Bords du Rhin
- Op. 19: Delfzil
- Op. 19b: La Romanesca
- Op. 20: Le Zuyderzée
- Op. 21: Les Cloches
- Op. 22: Meulan
- Op. 23: Les soirées d'Auteuil
- Op. 24: Grand Solo
- Op. 27: Le Passage des Alpes
- Op. 28b: Fantaisie Symphonique
- Op. 29: La Chasse des Sylphes
- Op. 30: Grande Serenade
- Op. 31: Le Départ, fantaisie dramatique
- Op. 33: Mazurka
- Op. 38: 25 Etudes de genre
- Op. 39: Andante et Minuet
- Op. 41: Feuilles d'Automne
- Op. 42: La Ronde de Mai
- Op. 43: Marche Funèbre et Rondeau
- Op. 44: Andante et Polonaise
- Op. 45: Divagation
- Op. 46: Valse Favorite
- Op. 47: La Source du Lyson
- Op. 48: Quatre Marches
- Op. 49: Six Préludes
- Op. 50: Adagio et Divertissements
- Op. 51: Récréation du Guitariste
- Op. 52: Le Livre d'or du Guitariste
- Op. 53: Six Pieces Originales (Reverie, Rondeau, 2 Menuets, Scherzo & Etude)
- Wow: Andante et Allegro
- Wow: Divertissement
- Wow: Introduction et Variations sur un motif de Rossini
- Wow: Berceuse
- Wow: Kleines Tonstück
- Wow: Pastorale
- Wow: Valse en ré majeur
- Wow: Valse en la majeur
- Wow: Valse des Roses
- Studi scelti (in collaborazione con Fernando Sor)

### Opere per due chitarre
- Op. 10: Scherzo et Pastorale
- Gran Duo Concertante
- Allegro dal Secondo Gran Concerto per chitarra e orchestra Op.36 di Mauro Giuliani ridotto per due chitarre

### Opere per chitarra e oboe
- Op. 25: Consolazione - Romance
- Op. 33: Marche et Scherzo
- Op. 34: Le Montagnard - Divertissement Pastoral
- Op. 36: Le Regrets - Cantilene
- Feuilles D'automne